# Boukhanafis
Boukhanafis là một đô thị thuộc tỉnh Sidi Bel Abbès, Algérie. Dân số thời điểm năm 2002 là 9.385 người.